# БинкБанк Тур
БинкБанк Тур (нидерл. BinckBank Tour, до 2017 года известный как Энеко Тур нидерл. Eneco Tour) — ежегодная шоссейная многодневная велогонка, проходящая в августе по дорогам Бельгии и Нидерландов. Название гонки связано с ее главным спонсором — голландским интернет-трейдером БинкБанк. С 2011 года соревнование входит в календарь Мирового Тура UCI.
Гонка была основана в 2005 году как Энеко Тур, но в 2017 году в связи со сменой спонсора название было изменено на БинкБанк Тур.

## История

Логотип гонки с 2005 по 2016 год когда она называлась Энеко Тур

Предшественником современной гонки является Тур Нидерландов. Он периодически проводился с 1948 года, но стал ежегодным только с 1975 года. В 2000 году Тур Нидерландов был переименован в Энеко Тур по названию генерального спонсора — нидерландской энергетической компании «Энеко».
В 2004 году в последний раз прошёл UCI Road World Cup, в следующем году преобразованный в UCI ProTour, включавший не только однодневные, но и многодневные гонки. Попытки организаторов Энеко Тура получить лицензию новых соревнований не увенчались успехом по причине недостаточной сложности гонки. Не захотев становиться частью второразрядного UCI Europe Tour, организаторы нидерландской многодневки обратились к коллегам из Тура Бельгии и Тура Люксембурга с целью объединения гонок в Тур Бенилюкса. Люксембуржцы на сотрудничество не пошли, но с бельгийцами удалось договориться о проведении многодневки на территории двух стран, причём Тур Бельгии проводится и сейчас. Новая гонка сохранила название «Энеко Тур» и вошла в календарь UCI ProTour.
Первый выпуск Тура Бенилюкса состоялся в начале августа 2005 года. Его маршрут включал заезд на территорию Германии. Этап 4 стал скандальным. По недосмотру маршалов трассы, у Ставело пелотон свернул на неверную дорогу, из-за чего преимущество отрыва Кристиана Ванде Вельде, Джейсона Маккартни и Барта Докса выросло до 15 минут. Это переворачивало общий зачёт, и судьи велели беглецам остановиться, но те отказались. В итоге организаторы остановили непокорных гонщиков с помощью полицейских, после чего Докс устроил сидячую забастовку прямо на шоссе. После рестарта бывший отрыв получил от организаторов фору, которой он владел до инцидента, но тем не менее, он уступил под натиском пелотона.
Гонка традиционно состоит из пролога и шести-семи этапов, одним из которых является индивидуальная гонка с раздельным стартом на 13—30 километров.
Дебютный Энеко Тур выиграл американец Бобби Джулич. Самыми титулованными гонщиками гонки являются двукратные победители Тим Велленс, Эдвальд Боассон Хаген и Иван Гутьеррес. Больше всего этапов выиграли бельгиец Том Бонен и немец Андре Грайпель — по 7, при этом Бонен одержал 5 побед на своей родине.

## Классификации

### Лидерские майки
Цвета лидерских маек для классификаций менялись несколько раз за последние годы, главным образом из-за спонсорских изменений. Последнее изменение произошло в 2017 году, когда майка генеральной классификации была изменена на зелёный, так как это был основной цвет нового основного титульного спонсора BinckBank.
| Год            | Генеральная | Очковая | Горный           | Молодёжная       | Бойцовская       |
| -------------- | ----------- | ------- | ---------------- | ---------------- | ---------------- |
| Eneco Tour     |             |         |                  |                  |                  |
| 2005           |             |         |                  |                  | не разыгрывалась |
| 2006           |             |         | не разыгрывалась |                  | не разыгрывалась |
| 2007           |             |         | без майки        | не разыгрывалась | не разыгрывалась |
| 2008           |             |         | без майки        | не разыгрывалась | не разыгрывалась |
| 2009           |             |         | не разыгрывалась | не разыгрывалась | не разыгрывалась |
| 2010           |             |         | не разыгрывалась |                  | не разыгрывалась |
| 2011           |             |         | не разыгрывалась |                  | не разыгрывалась |
| 2012           |             |         | не разыгрывалась | не разыгрывалась |                  |
| 2013           |             |         | не разыгрывалась | не разыгрывалась |                  |
| 2014           |             |         | не разыгрывалась | не разыгрывалась |                  |
| 2015           |             |         | не разыгрывалась | не разыгрывалась |                  |
| 2016           |             |         | не разыгрывалась | не разыгрывалась |                  |
| BinckBank Tour |             |         |                  |                  |                  |
| 2017           |             |         | не разыгрывалась | не разыгрывалась |                  |
| 2018           |             |         | не разыгрывалась | не разыгрывалась |                  |

## Призёры

### Генеральная классификация

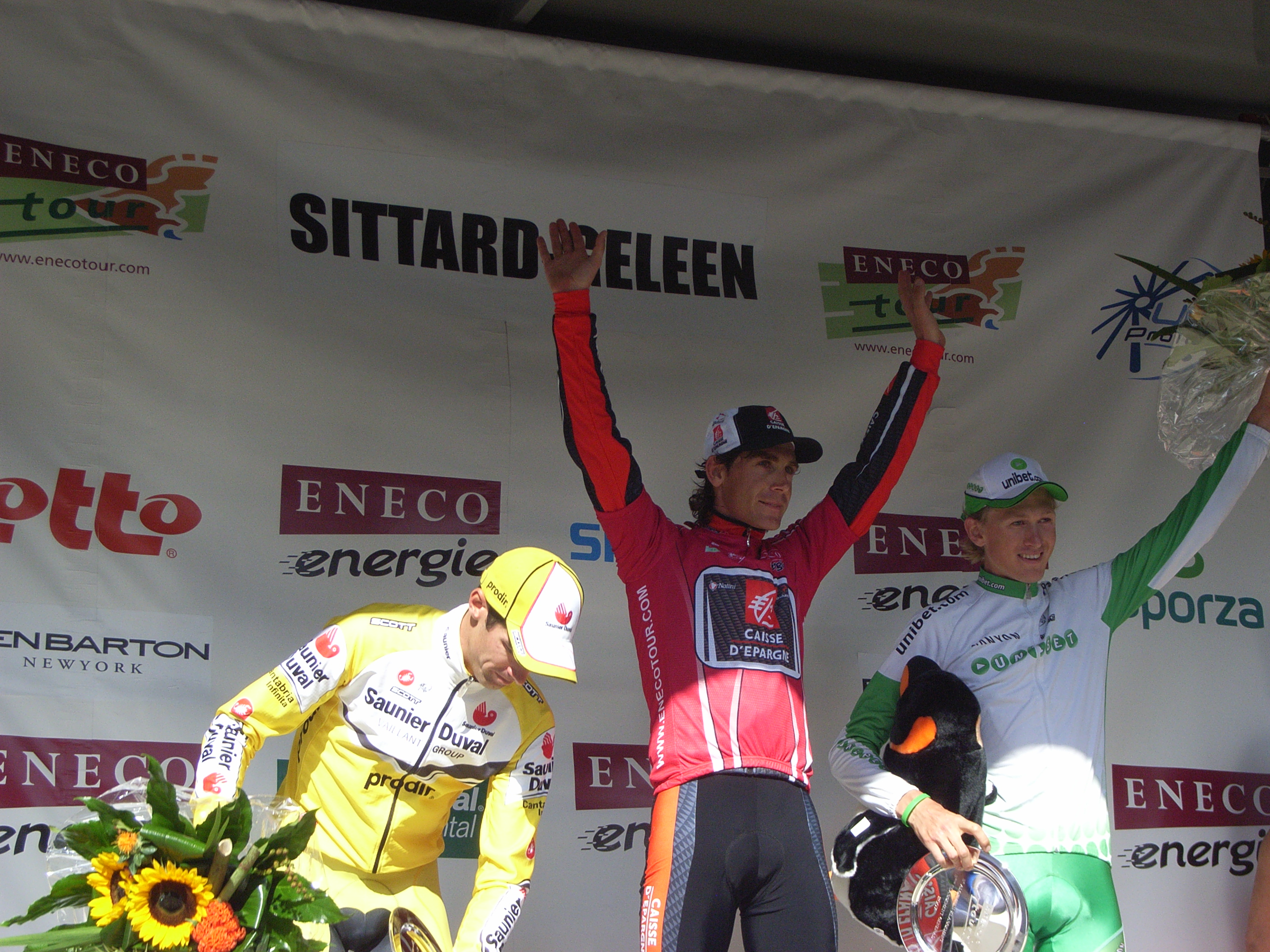
Призёры Энеко Тур 2007

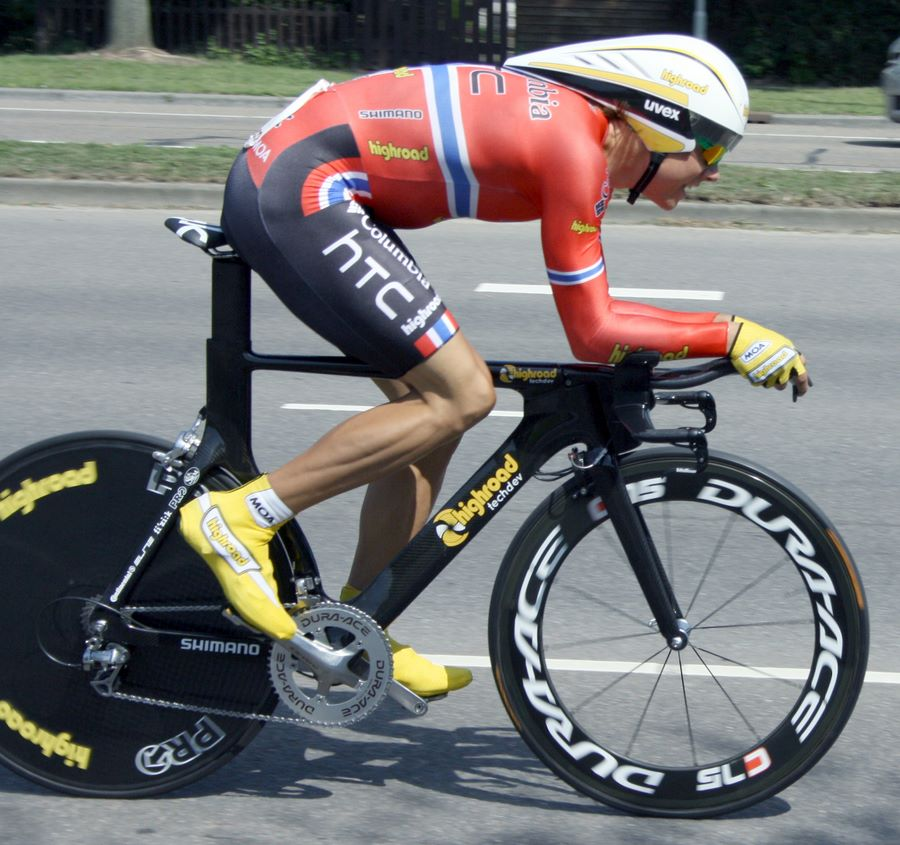
Эдвальд Боассон Хаген в прологе триумфального для него Тура 2009

| Год            | Победитель            | Второй              | Третий                |          |
| -------------- | --------------------- | ------------------- | --------------------- | -------- |
| Eneco Tour     |                       |                     |                       |          |
| 2005           | Бобби Джулич          | Эрик Деккер         | Лииф Хосте            |          |
| 2006           | Штефан Шумахер        | Джордж Хинкепи      | Винченцо Нибали       |          |
| 2007           | Иван Гутьеррес        | Дэвид Миллар        | Густав Ларссон        |          |
| 2008           | Иван Гутьеррес        | Себастьян Росселер  | Майкл Роджерс         |          |
| 2009           | Эдвальд Боассон Хаген | Сильвен Шаванель    | Себастьян Лангевелд   |          |
| 2010           | Тони Мартин           | Кос Муренхаут       | Эдвальд Боассон Хаген |          |
| 2011           | Эдвальд Боассон Хаген | Филипп Жильбер      | Дэвид Миллар          |          |
| 2012           | Ларс Бом              | Сильвен Шаванель    | Ники Терпстра         |          |
| 2013           | Зденек Штыбар         | Том Дюмулен         | Андрей Гривко         |          |
| 2014           | Тим Велленс           | Ларс Бом            | Том Дюмулен           |          |
| 2015           | Тим Велленс           | Грег Ван Авермат    | Вилко Келдерман       |          |
| 2016           | Ники Терпстра         | Оливер Насен        | Петер Саган           |          |
| BinckBank Tour |                       |                     |                       |          |
| 2017           | Том Дюмулен           | Тим Велленс         | Яспер Стёйвен         |          |
| 2018           | Матей Мохорич         | Майкл Мэттьюс       | Тим Велленс           |          |
| 2019           | Лауренс Де Плюс       | Оливер Насен        | Тим Велленс           |          |
| 2020           | Матье Ван дер Пул     | Сёрен Краг Андерсен | Штефан Кюнг           |          |
| 2021           | Сонни Кольбрелли      | Матей Мохорич       | Виктор Кампенартс     |          |
| 2022           | отменено              | отменено            | отменено              | отменено |
| 2023           | Тим Велленс           | Флориан Вермеерш    | Ив Лампарт            |          |
| 2024           | Тим Велленс           | Алек Сегерт         | Пер Странд Хагенес    |          |

### Вторичные классификации
| Год            | Очковая               | Горная                | Молодёжная            | Бойцовская        | Командная               |
| -------------- | --------------------- | --------------------- | --------------------- | ----------------- | ----------------------- |
| Eneco Tour     |                       |                       |                       |                   |                         |
| 2005           | Аллан Дэвис           | Кристиан Ванде Вельде | Томас Деккер          | не разыгрывалась  | Liberty Seguros-Würth   |
| 2006           | Симоне Кадамуро       | не разыгрывалась      | Штефан Шумахер        | не разыгрывалась  | Liquigas                |
| 2007           | Марк Кавендиш         | Мартин Педерсен       | не разыгрывалась      | не разыгрывалась  | Quick Step-Innergetic   |
| 2008           | Юрген Роландс         | Флорис Гусиннен       | не разыгрывалась      | не разыгрывалась  | Team Columbia           |
| 2009           | Эдвальд Боассон Хаген | не разыгрывалась      | не разыгрывалась      | не разыгрывалась  | Rabobank                |
| 2010           | Эдвальд Боассон Хаген | не разыгрывалась      | Тони Мартин           | не разыгрывалась  | Rabobank                |
| 2011           | Эдвальд Боассон Хаген | не разыгрывалась      | Эдвальд Боассон Хаген | не разыгрывалась  | Team RadioShack         |
| 2012           | Джакомо Ниццоло       | не разыгрывалась      | не разыгрывалась      | Лауренс Де Врез   | Omega Pharma-Quick Step |
| 2013           | Ларс Боом             | не разыгрывалась      | не разыгрывалась      | Лауренс Де Врез   | Omega Pharma-Quick Step |
| 2014           | Том Дюмулен           | не разыгрывалась      | не разыгрывалась      | Кеннет Ванбильсен | Garmin-Sharp            |
| 2015           | Андре Грайпель        | не разыгрывалась      | не разыгрывалась      | Гейс ван Хукке    | Lotto Soudal            |
| 2016           | Петер Саган           | не разыгрывалась      | не разыгрывалась      | Берт ван Лерберге | Etixx-Quick Step        |
| BinckBank Tour |                       |                       |                       |                   |                         |
| 2017           | Петер Саган           | не разыгрывалась      | не разыгрывалась      | Пит Аллегарт      | Trek-Segafredo          |
| 2018           | Зденек Штыбар         | не разыгрывалась      | не разыгрывалась      | Элмар Рейндерс    | Quick-Step Floors       |

### Победы на этапах

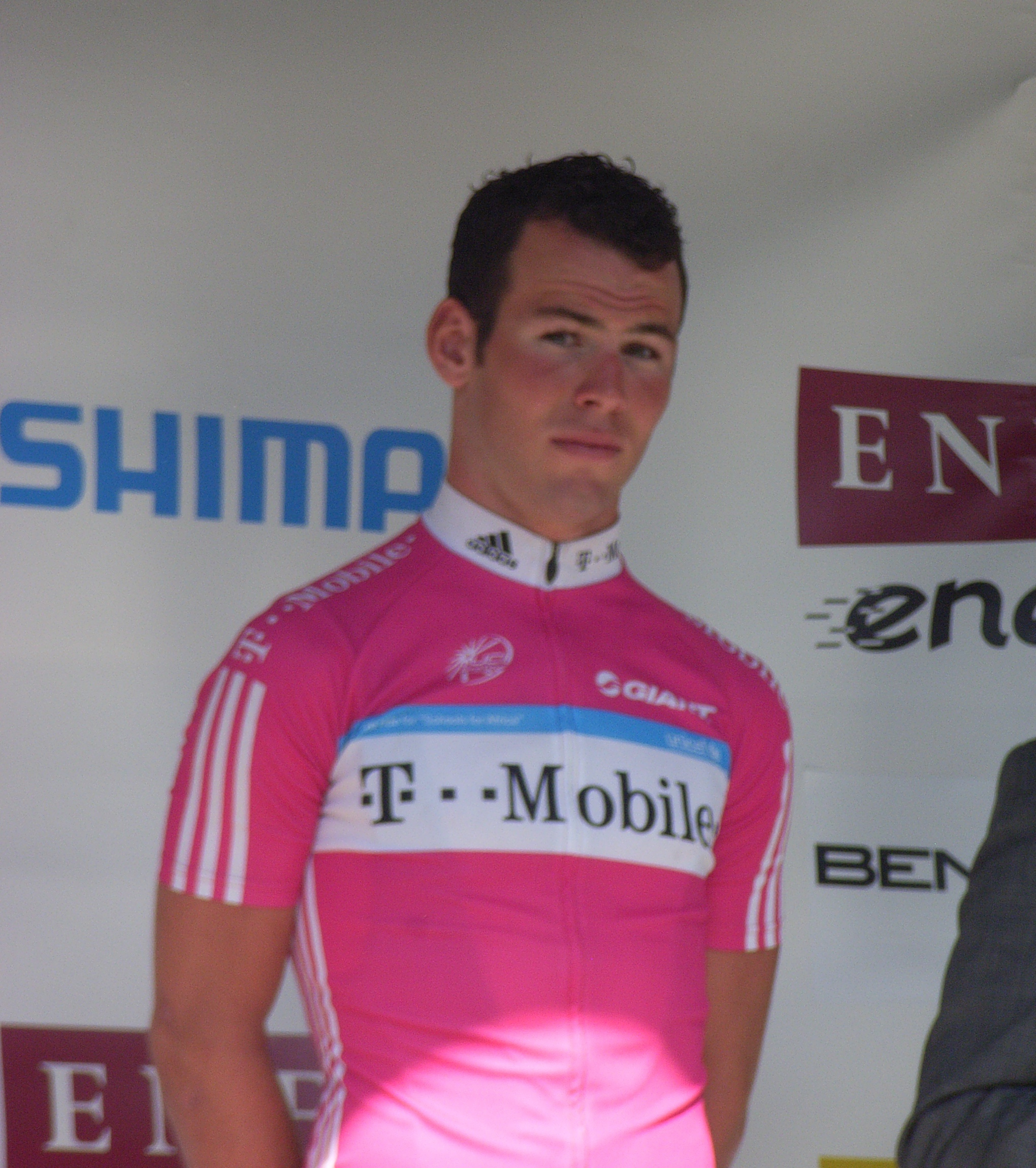
Марк Кавендиш на награждении лучшего спринтера Энеко Тур 2007

|   | Велогонщик            | # | Этапы |
| - | --------------------- | - | --- |
| 1 | Том Бонен             | 6 | 2006: этапы 1 (Хогевен, Нидерланды), 3 (Вестмалле, Бельгия) и 5 (Бален, Бельгия) 2008: этапы 1 (Рурмонд, Нидерланды) и 4 (Ардои, Бельгия) 2009: этап 3 (Хасселт, Бельгия) 2015: этап 3 (Ардои, Бельгия)                       |
| 2 | Андре Грайпель        | 6 | 2008: этап 2 (Нювегейн, Нидерланды) 2010: этапы 2 (Ардои, Бельгия) и 6 (Хеерс, Бельгия) 2011: этапы 1 (Синт-Виллеброрд, Нидерланды) и 2 (Ардойе, Бельгия) 2013: этап 4 (Влижмен, Нидерланды) 2015: этап 2 (Бреда, Нидерланды) |
| 3 | Эдвальд Боассон Хаген | 4 | 2008: этап 6 (Брюссель, Бельгия) 2009: этапы 6 (Рурмонд, Нидерланды) и 7 (Амерсфорт, Нидерланды) (разделка) 2011: этап 6 (Ситтард-Гелен, Нидерланды)                                                                          |
| 4 | Тайлер Фаррар         | 3 | 2009: этапы 1 (Ардои, Бельгия), 2 (Брюссель, Бельгия) и 4 (Либрамон, Бельгия) |
| 5 | Зденек Штыбар         | 3 | 2013: этапы 3 (Схаувен-Дёйвеланд, Нидерланды) и 7 (Герардсберген, Бельгия) 2014: этап 2 (Хеусден, Нидерланды) |